# The Corre
Il Corre è stata una stable di wrestling attiva nella World Wrestling Entertainment nel 2011, composta da Heath Slater, Justin Gabriel, Wade Barrett e Ezekiel Jackson.
Il gruppo aveva l'intento di opporsi al Nexus, e di cui Gabriel, Slater e Barrett avevano fatto parte in passato.

## Storia

### Formazione
Nella puntata di Raw del 3 gennaio 2011, Wade Barrett viene sconfitto nello Steel Cage match per decretare il primo sfidante al WWE Championship detenuto da The Miz, mentre nella puntata successiva Heath Slater e Justin Gabriel vengono esclusi dal nuovo Nexus capitanato da CM Punk per non aver superato la prova di iniziazione. Nella stessa settimana, Barrett interferisce a SmackDown! nel Fatal 4-Way match per decretare lo sfidante al World Heavyweight Championship detenuto da Edge, attaccando Big Show e regalando la vittoria a Dolph Ziggler. Nella puntata di SmackDown! del 13 gennaio, Barrett combatte contro Big Show, ma proprio quando il gigante sta per chiudere il match, Heath Slater, Justin Gabriel e Ezekiel Jackson interferiscono infortunando il gigante. Nella puntata di SmackDown! del 20 gennaio, il gruppo si identifica come The Corre e Justin Gabriel sconfigge Edge grazie all'aiuto dei suoi compagni. Nella puntata di Raw del 24 gennaio CM Punk, leader del Nexus, affronta Wade Barrett nel main event, con John Cena arbitro speciale. La stipulazione sanciva che se uno dei due avesse perso, sarebbe stato fuori dalla lista dei partecipanti al Royal Rumble Match così come tutti i membri delle rispettive stable. Il match finisce in doppia squalifica, ma il GM misterioso di Raw annulla il verdetto del match e ammette tutti i membri delle due stable alla Royal Rumble. Nella puntata di SmackDown! del 27 gennaio, il Corre sceglie Heath Slater come avversario di Big Show; tuttavia, Slater subisce una pesante sconfitta. Subito dopo il match il Corre prova ad assalire il gigante ma il gruppo viene cacciato da alcune Superstars. L'intero Corre partecipa alla Royal Rumble. Justin Gabriel entra col numero 3 ma viene eliminato dopo poco da Daniel Bryan (è stato anche il primo eliminato dalla Rumble in generale), Heath Slater entra col 25 ma viene eliminato da John Cena, Barrett entra col 30 e riesce ad arrivare quarto prima di essere eliminato da Randy Orton. Ezekiel Jackson, entrato col 36, viene eliminato da Kane.

### Vittorie titolate
Nella puntata di SmackDown! del 4 febbraio, il Corre ottiene due importanti successi: prima Slater e Gabriel sconfiggono i WWE Tag Team Champions Santino Marella & Vladimir Kozlov, guadagnando una title shot per la settimana seguente. Poi Barrett sconfigge Big Show grazie anche all'interferenza degli altri tre membri, conquistando un posto nell'Elimination Chamber match di Elimination Chamber 2011 per il World Heavyweight Championship. Nella puntata di SmackDown! dell'11 febbraio, il Corre ottiene due importanti vittorie: Justin Gabriel riesce a sconfiggere in un match singolo Vladimir Kozlov, uno dei detentori delle cinture di coppia, mentre Barrett riesce a sconfiggere Rey Mysterio. Dopo il match di Barrett, Il Corre infierisce su Mysterio e, successivamente, attacca Big Show che era giunto sul ring per prendere le difese di Mysterio. Nella puntata di SmackDown! del 18 febbraio, Slater e Gabriel provano a conquistare il WWE Tag Team Championship ma il match finisce in squalifica quando Wade Barrett ed Ezekiel Jackson interrompono lo schienamento di Santino Marella su Justin Gabriel. Poco dopo, sul ring arriva Big Show che si vendica per l'aggressione subita la settimana precedente, cacciando tutti i membri del Corre. A Elimination Chamber, Barrett partecipa all'Elimination Chamber match valido per il World Heavyweight Championship ma viene eliminato per primo da Big Show. Tuttavia, poco dopo Slater e Gabriel vincono i Tag Team Championship sconfiggendo Santino Marella e Vladimir Kozlov. Nella puntata di Raw successiva al PPV, Slater e Gabriel perdono i titoli in favore di John Cena e The Miz. Subito dopo, però, arriva un'e-mail dal General Manager misterioso di Raw che sancisce una rivincita per i titoli che vengono vinti nuovamente da Slater e Gabriel. Questi difendono i titoli il 4 marzo a SmackDown! dall'assalto di Santino Marella & Vladimir Kozlov e il 18 marzo dall'assalto di Kane e Big Show. Nella puntata di Raw del 21 marzo Justin Gabriel e Heath Slater sconfiggono Santino Marella e Vladimir Kozlov grazie alla 450°splash di Gabriel su Kozlov. Alla fine del match i membri del Corre vengono attaccati da Kane e Big Show. Nella puntata di SmackDown! andata in onda il 25 marzo, Wade Barrett sconfigge Kofi Kingston conquistando il WWE Intercontinental Championship, secondo titolo per la fazione. A Wrestlemania 27, il Corre affronterà il team composto da Kane, Big Show, Santino Marella e Vladimir Kozlov in un 8-man tag team match. A WrestleMania 27 Kofi Kingston (sostituto dell'infortunato Kozlov), Big Show, Kane & Santino Marella sconfiggono il Corre. Nella puntata di RAW post-PPV attaccano John Cena e The Rock, che avevano appena deciso il loro match a WrestleMania 28, ma vengono messi KO dai due con le loro mosse tipiche.  Nello SmackDown! successivo a Wrestlemania, il Corre perde anche il rematch, uno two out of three falls tag team match. Nella puntata di Raw dell'11 aprile, il Corre vince un 8-man tag team match contro Evan Bourne, Santino Marella, Mark Henry e Daniel Bryan quando Slater schiena Marella. Nella puntata di Smackdown del 15 aprile, Ezekiel Jackson colpisce i suoi tre compagni seduti al tavolo dei commentatori, scagliandogli contro Kofi Kingston. Nella stessa puntata di Smackdown, Justin Gabriel elimina Wade Barrett dalla Battle Royal valevole per un posto per il match per il World Heavyweight Championship vacante ad Extreme Rules. Nella puntata di SmackDown! del 22 aprile, Justin Gabriel e Heath Slater perdono il WWE Tag Team Championship contro Kane & Big Show. Nella stessa sera Wade Barrett, difende l'Intercontinental Championship contro Kofi Kingston. A Extreme Rules 2011, Wade Barrett & Ezekiel Jackson non riescono a conquistare i WWE Tag Team Championships poiché vengono sconfitti da Big Show & Kane.

### Frizioni e rottura
Nella puntata di SmackDown del 6 maggio, Barrett, Slater e Gabriel attaccano Ezekiel Jackson nel backstage, escludendolo di fatto dal gruppo. Dopo la sua esclusione, Jackson diventa nemico del gruppo effettuando un turn face. A Over the Limit, Wade Barrett difende l'Intercontinental Championship dall'assalto proprio di Jackson, ma si fa squalificare dopo pochi minuti, mantenendo il titolo. Nelle settimane successive Jackson tenta nuovamente l'assalto al Titolo Intercontinentale, fallendo a causa dei ripetuti interventi di Slater e Gabriel, poi riuscendoci a Capitol Punishment.
Nella puntata di SmackDown del 10 giugno, il Corre perde un 6-man tag team match contro Ezekiel Jackson e The Usos. Durante il match, Barrett abbandona gli altri due, che vengono sconfitti. Poco dopo, nel backstage, Barrett accusa Slater e Gabriel di essere degli incapaci che sono nella WWE solo per merito suo. Slater e Gabriel se ne vanno così dalla fazione, lasciando Wade Barrett da solo. Di fatto, il Corre si scioglie.

## Membri
| Ring name       | Ingresso        | Uscita         | Note   |
| --------------- | --------------- | -------------- | ------ |
| Wade Barrett    | 14 gennaio 2011 | 10 giugno 2011 | Leader |
| Ezekiel Jackson | 14 gennaio 2011 | 6 maggio 2011  |        |
| Heath Slater    | 14 gennaio 2011 | 10 giugno 2011 |        |
| Justin Gabriel  | 14 gennaio 2011 | 10 giugno 2011 |        |

## Titoli e riconoscimenti
WWE
- WWE Intercontinental Championship (1) – Barrett
- WWE Tag Team Championship (2) – Slater e Justin Gabriel